# Brian Halweil
Brian Halweil investigador nord-americà en temes d'alimentació i agricultura, es va unir al Worldwatch Institute el 1997 com a professor del servei públic John Gardner de la Universitat Stanford. Al Worldwatch Institute Brian ha treballat els impactes socials i ecològics que generen la manera de cultivar els aliments i s'ha centrat en l'estudi de les explotacions agràries ecològiques, la biotecnologia, la fam i les comunitats rurals. Ha fet nombrosos viatges per Mèxic, Amèrica Central, el Carib i l'est d'Àfrica, on ha estudiat les tècniques agràries tradicionals i ha promogut la producció sostenible d'aliments.

## Llibres i articles
- Carn, peix i marisc: els ingredients més costosos en la dieta mundial a "L'Estat del Món 2008" Worldwatch Institute. Norton & Company, 2008. Coautor amb Daniel Nierenberg.
- L'agricultura de les Ciutats a "L'Estat del Món 2007" Worldwatch Institute. Norton & Company, 2007. Coautor amb Daniel Nierenberg.
- Pesca del dia: elecció de marisc per a uns oceans saludables Worldwatch Paper, 172 (novembre de 2006).
- Ens pot alimentar l'agricultura ecològica? World Watch, maig / juny del 2006.
- La ironia del clima' World Watch, març / abril del 2005.
- Productos del País. Alimentos locales en un mercado global Bakeaz. Centro de Documentación y Estudios para la Paz. ISBN 978-84-88949-57-8 (2004)

## Textos
- Rebelión en la granja. Los norteamericanos pierden el apetito por la comida anónima[Enllaç no actiu]